# Elia Fracasso od svatého Klementa
Teodora Fracasso, OCD., řeholním jménem Elia od svatého Klementa (17. ledna 1901, Bari – 25. prosince 1927, tamtéž) byla italská římskokatolická řeholnice, členka Řádu bosých karmelitek. Katolická církev ji uctívá jako blahoslavenou.

## Život
Narodila se dne 17. ledna 1901 v Bari jako třetí z devíti dětí (čtyři zemřely jako kojenci) rodičům Giuseppemu Fracassovi a Pasqui Cianci. Pokřtěna byla 21. ledna téhož roku ve farním kostele San Giacomo. Její otec pracoval jako malíř a dekoratér, zatímco její matka byla ženou v domácnosti. Roku 1903 přijala z rukou arcibiskupa z Bari Giulia Vaccara svátost biřmování. V roce 1906 se jí ve snu zjevila Panna Maria. První vzdělání získala na škole, vedené řeholními sestrami.
Dne 11. května 1911 přijala své první svaté přijímání. Vstoupila do sdružení bl. Imeldy Lambertini a stala se členkou „Esercito Angelico“ sv. Tomáše Akvinského. V té době byl jejím zpovědníkem dominikánský kněz Pietro Fiorillo. Dne 20. dubna 1914 vstoupila do III. řádu svatého Dominika a přijala řeholní jméno Agnes. Dne 14. května 1915 složila své sliby. Jejím vzorem byla sv. Terezie z Lisieux.
V období první světové války se věnovala charitativní činnosti. Roku 1917 se stal jejím novým duchovním vůdcem jezuitský kněz Sergio di Gioia. Dne 8. dubna 1920 vstoupila do kláštera bosých karmelitek v Bari a přijala řeholní jméno Elia od svatého Klementa. 14. listopadu téhož roku přijala karmelitánský hábit. Dne 4. prosince 1921 složila své první dočasné řeholní sliby a dne 11. února 1925 složila své sliby doživotní. Na jaře roku 1923 ji převorka kláštera svěřila práci cvičitelky na tkaní a vyšívání na stroji na internátní škole při jejím klášteře. Roku 1925 však byla ředitelkou školy s autoritářským charakterem z této pozice odvolána. Poté trávila dlouhou dobu ve své klášterní cele, kde prováděla jí svěřené šicí práce. Roku 1927 byla jmenována sakristiánkou kláštera.
Od roku 1926 trpěla následky encefalitidy. V lednu roku 1927 prodělala chřipku a její zdravotní stav se začal zhoršovat. Trpěla také silnými bolestmi hlavy. 21. prosince 1927 se u ní projevila vysoká horečka. 24. prosince byl přivolán lékař, který u ní shledal možnou meningitidu nebo encefalitidu. Poté jí však lékaři diagnostikovali mozkový nádor. Na něj zemřela na Boží hod vánoční dne 25. prosince 1927 v Bari. Jejímu pohřbu následujícího 26. prosince předsedal arcibiskup z Bari Augusto Curi.

## Úcta
Její beatifikační proces započal dne 11. září 1980, čímž obdržela titul služebnice Boží. Dne 11. prosince 1987 ji papež sv. Jan Pavel II. podepsáním dekretu o jejích hrdinských ctnostech prohlásil za ctihodnou. Dne 19. prosince 2005 byl uznán zázrak na její přímluvu, potřebný pro její blahořečení.
Blahořečena pak byla dne 18. března 2006 v katedrále sv. Sabina v Bari. Obřadu předsedal jménem papeže Benedikta XVI. kardinál José Saraiva Martins.
Její památka je připomínána 29. května. Bývá zobrazována v řeholním oděvu.